# St. Laurentius (Wolfach)

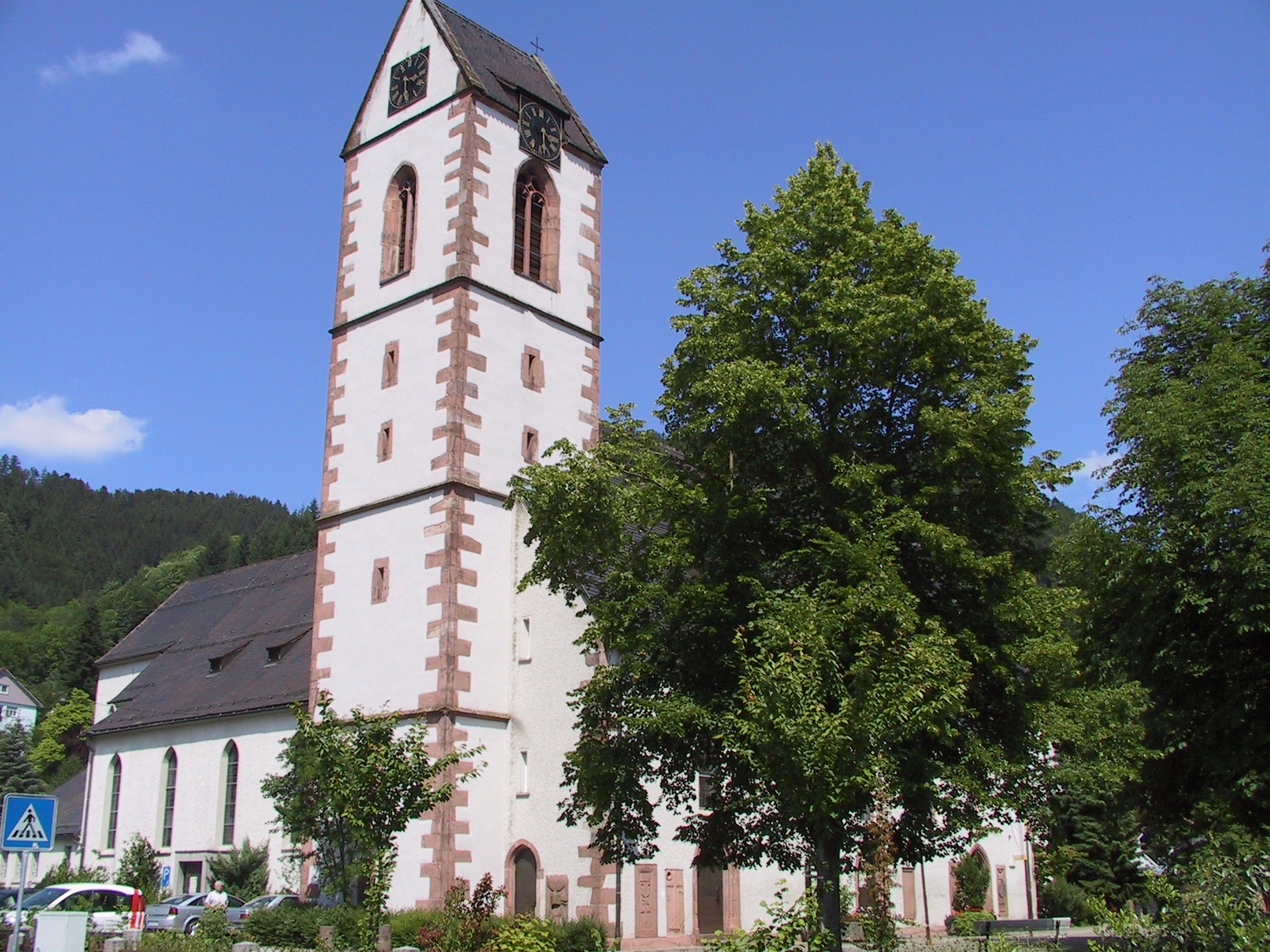
St. Laurentius von Südwest

St. Laurentius ist die römisch-katholische Pfarrkirche von Wolfach, einer an der Einmündung der Wolf in die Kinzig gelegenen Stadt mitten im Schwarzwald. Die Pfarrgemeinde gehört mit St. Bartholomäus in Oberwolfach und St. Roman im gleichnamigen Bergdorf zur Seelsorgeeinheit An Wolf und Kinzig des Erzbistums Freiburg. 

## Geschichte
Im Jahr 1084 wird in der Gründungsurkunde des Klosters St. Georgen im Schwarzwald ein „Fridericus de Wolfaha“ genannt und damit erstmals eine Namensform von „Wolfach“ und das Geschlecht der Edelherren von Wolfach. Die Edelherren schufen sich mit der Burg Altwolfach, mit Pfarrkirchen und Dörfern, darunter St. Laurentius und Wolfach, einen eigenen Herrschaftsbereich. Das Dorf selbst wird 1148 als „villa Wolfacha“ erstmals erwähnt, die Pfarrkirche 1275, und zwar im Liber decimationis des Bistums Konstanz; doch „braucht an ihrem sehr viel höheren Alter nicht gezweifelt zu werden“. Der Liber decimationis unterscheidet die Wolfacher Pfarrei als „Wolfach inferior“ von der Oberwolfacher Pfarrei als „Wolfach superior“. Die Pfarrkirche stand mit der ersten Siedlung auf dem rechten Kinzigufer, in der heute so genannten „Vorstadt“. 1275 war aber auch das linke Ufer schon bebaut. Ende des 13. Jahrhunderts heiratete Udilhildt, die letzte Angehörige des Wolfacher Ortsadels, den Grafen Friedrich I. von Fürstenberg, und bei den Fürstenbergern ist Wolfach geblieben, bis es im Gefolge des Reichsdeputationshauptschlusses 1806 ans Großherzogtum Baden gelangte. Kirchlich kam St. Laurentius 1821 zum Erzbistum Freiburg.

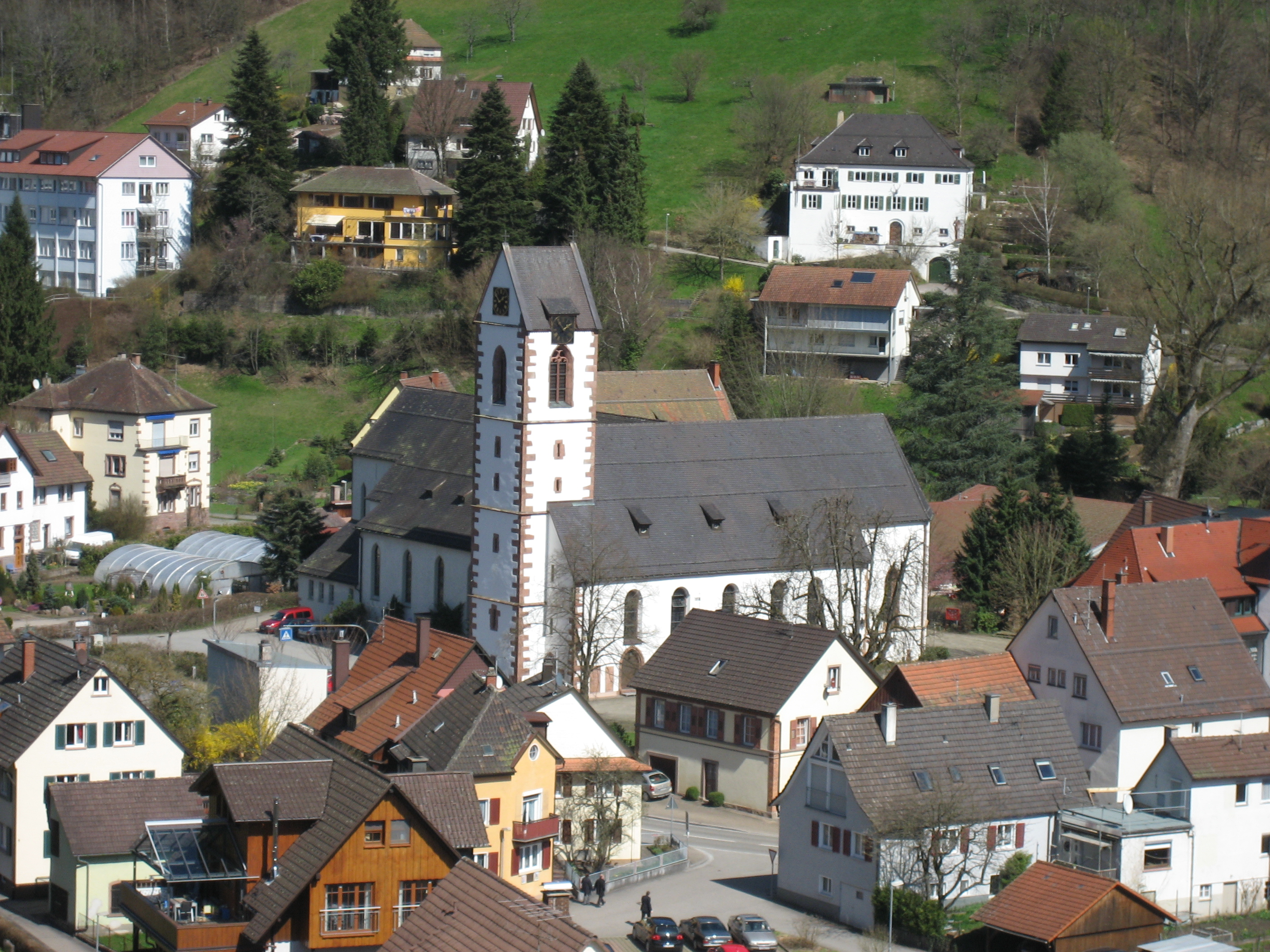
St. Laurentius in der „Vorstadt“

Die Reformation fasste nur kurz im Kinzigtal Fuß. Graf Wilhelm von Fürstenberg führte sie 1543 ein, aber sein Bruder Friedrich II. von Fürstenberg (1496–1559) kehrte 1548 zum katholischen Bekenntnis zurück. Der evangelische Pfarrer Martin Schalling aus Straßburg musste seine Pfarrei verlassen. Friedrich und seine Nachfolger versuchten erst milde, dann strenger die religiöse Praxis ihrer Untertanen zu verbessern, so 1607 durch eine Landesordnung „Vor Feuerung und haltung Sonntags und anderer gebotener Feste“. Religiöse Bruderschaften wurden gegründet, so 1646, noch während des Dreißigjährigen Krieges, eine Rosenkranz-Bruderschaft, 1664 eine Bruderschaft zum heiligen Jakobus um einen guten Tod. Die Rosenkranz-Bruderschaft erhielt 1659 in der Pfarrkirche einen eigenen Altar, von dem drei Figuren erhalten sind (siehe unten). Die Jakobus-Bruderschaft besaß die bis heute viel besuchte Jakobuskapelle am Berghang über dem linken Kinzigufer.
Die Totenbücher der Pfarrei sind seit 1606 lückenlos erhalten. Manche Kommentare geben von Ort und Zeit Kunde, so
- von der Kinzigtäler Flößerei: „Hanß Lampens Knäblein Christopf genannt hat in der Kitzgen bei Schott Martins den 23. August 1609 gebadet, ist unter ein Flotz kommen darunder verdrunken.“
- vom Dreißigjährigen Krieg: „N.N. ein Soldaten junge aus Tirol von Schratz an dem handt gebürtig ist allhier im Spital den 22. August 1635 entschlafen.“

## Baugeschichte
Nicht mehr sichtbare Reste einer Vorgängerkirche stammen aus dem 12. oder 13. Jahrhundert, der erhaltene alte Chor stammt aus der zweiten Hälfte des 14. oder dem Anfang des 15. Jahrhunderts. 1470 wurde neu gebaut, 1515 der bis dahin mit Holz flach gedeckte Chor eingewölbt. Portale weisen die Jahreszahlen 1473 und 1508 auf. Mit der ganzen „Vorstadt“ lag die Kirche außerhalb der Stadtmauer; doch war sie nach alten Abbildungen samt dem Friedhof von einer eigenen Mauer umzogen. 1714 wurden die Fenster im Langhaus auf gleiche Höhe gebracht und barock umgeformt. So blieb die Kirche im Wesentlichen bis ins 20. Jahrhundert.

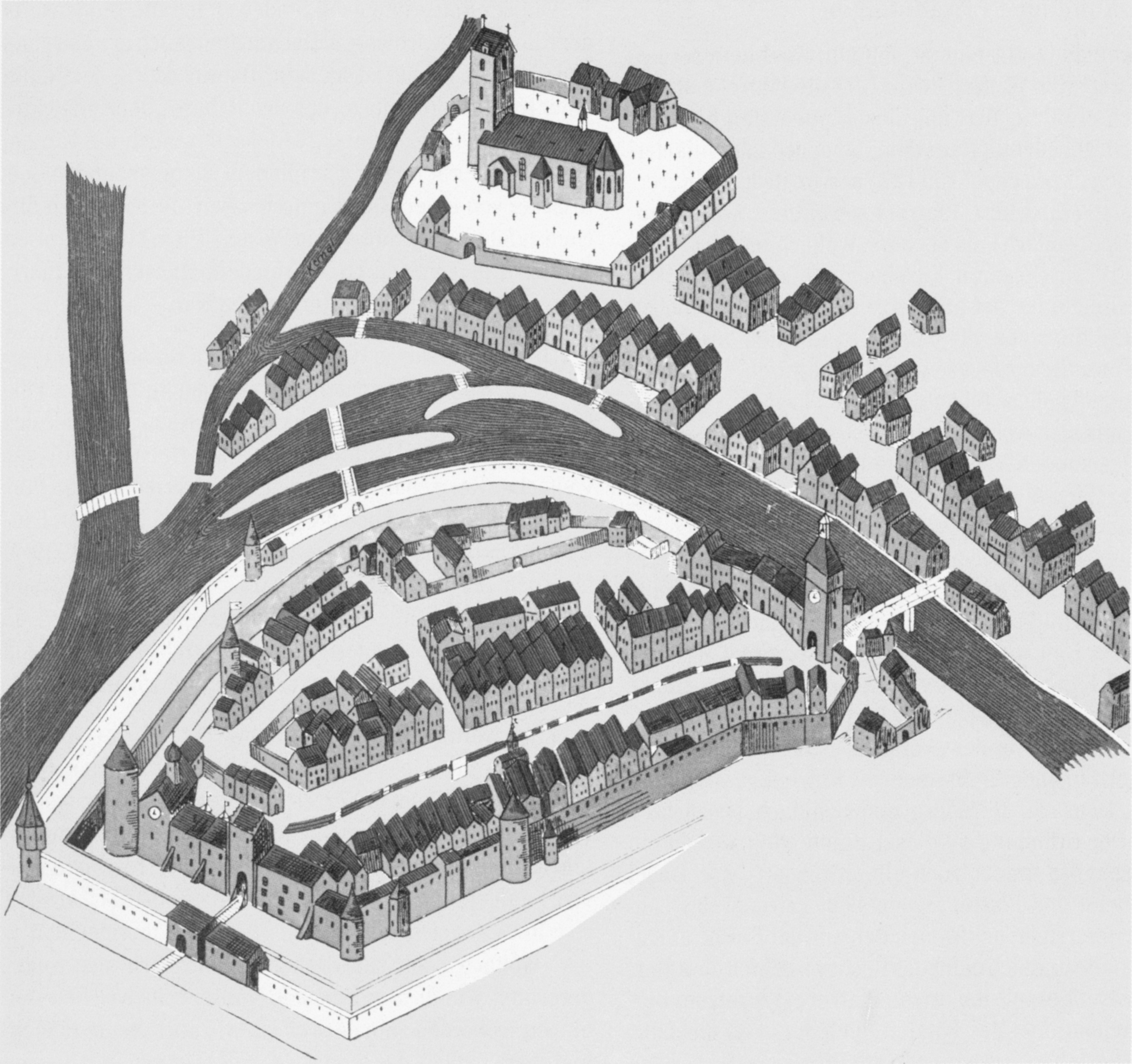
Wolfach 1655
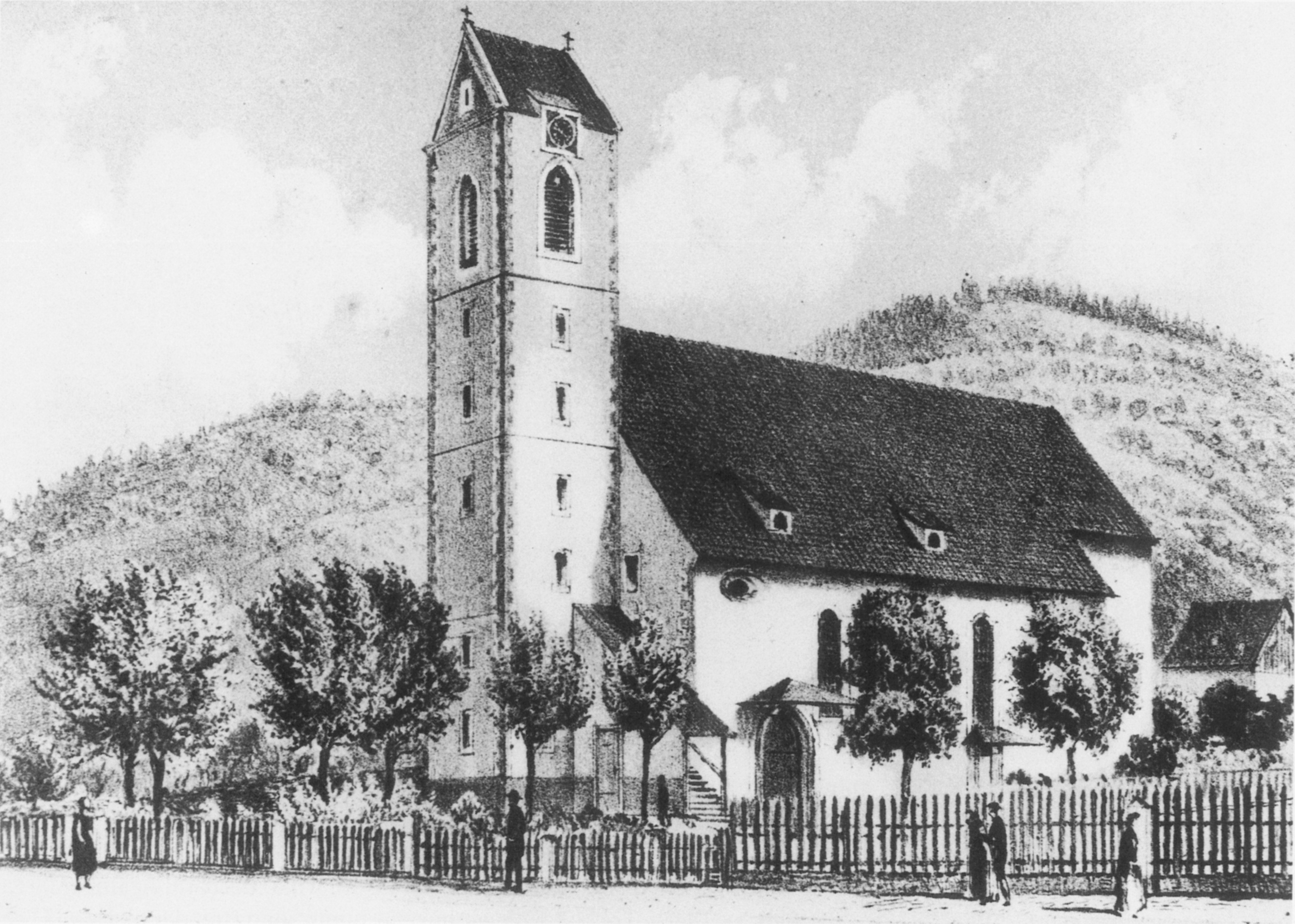
St. Laurentius um 1900
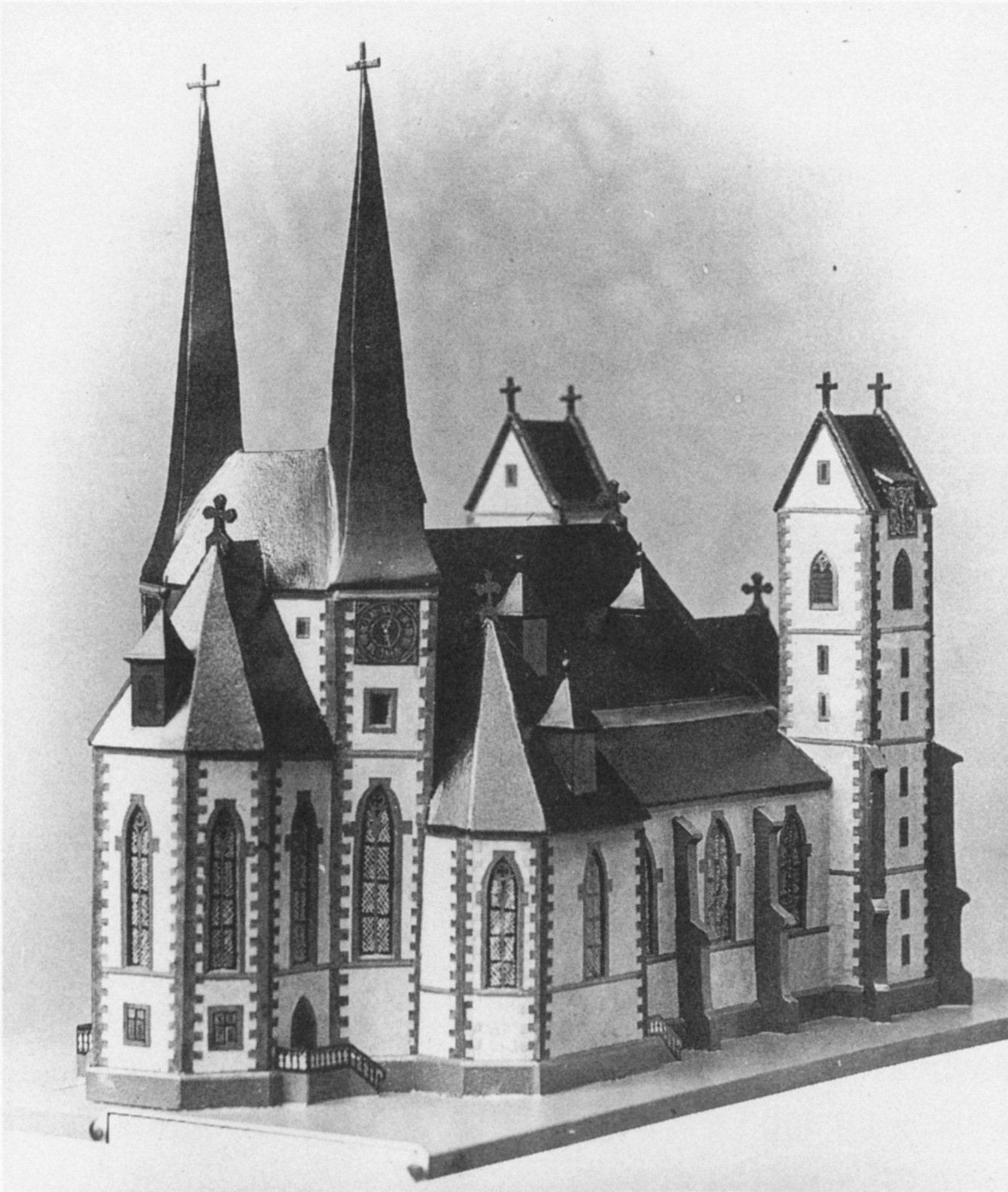
Entwurf eines neugotischen Neubaus 1911

1774 fertigte ein Haslacher Schreiner für Wolfach einen neuen Hochaltar. Der alte Altar wurde an St. Bartholomäus in Oberwolfach veräußert und steht dort bis heute. Der Wolfacher Altar von 1774 wurde 1880 zerlegt.
Nach Reparaturen im 19. Jahrhundert wurden um die Wende zum 20. Jahrhundert eingreifende Maßnehmen unumgänglich. 1911 legte das Erzbischöfliche Bauamt in Freiburg im Breisgau zwei Pläne für einen Neubau vor, einen neobarocken und einen neugotischen. Der letztere sah eine dreischiffige, gewölbte Hallenkirche mit Seitenkapellen, zwei Türmen im Westen und einem Doppelturm über dem Chor vor, einen „Dom des Kinzigtals“. Die Denkmalschutzbehörde, der Erste Weltkrieg und die anschließende Inflation verhinderten jede Realisierung. 1930 begannen Planungen für einen modernen, sich an den gotischen Bestand anlehnenden Bau. Die Idee, die alte Kirche komplett zu erhalten und daneben, durch einen Arkadenbogen mit ihr verbunden, eine neue zu bauen, wurde verworfen. Die Denkmalbehörde bestand darauf, dass die drei der Stadt zugewandten Seiten der Kirche, nämlich West, Süd und Ost, die ursprüngliche Gestalt behalten müssten. Ab 1939 entstand schließlich gemäß dieser Bedingung das heutige Ineinander von
- erhaltenen spätgotischen Teilen, nämlich Turm, Südwand des alten Langhauses – mit fünf Rundbogenfenstern und zwei Portalen – sowie altem Chor und
- nach Abbruch der Nordwand des alten Langhauses einem neuen, sich nach Norden erstreckenden Langhaus von vier Fensterachsen und nördlich anschließendem neuen Chor mit Nebengebäuden.

Die geostete alte Kirche wurde also 1939 zu einer „genordeten“ gedreht. Die in den Grundstein  eingeschlossene Urkunde lautet:

„Grundsteinlegung am 25. Juni 1939, im Krönungsjahr Papst Pius XII., im achten Jahre der Inthronisation des Erzbischofs von Freiburg Conrad Gröber, unter der Regierung des Führers und Reichskanzlers Adolf Hitler und des Reichsstatthalters Robert Wagner. <...>
Seit fast 1½ Jahrhunderten besteht die Absicht, die alte, 1470 errichtete Kirche durch einen Neubau zu ersetzen, weil sie durch das Anwachsen des Kirchspiels viel zu klein geworden war. Schon im Jahre 1800 hatte Stadtpfarrer Fränklin, wenn nicht auf einen Neubau, so doch eine Erweiterung des Gotteshauses angetragen. Von 1829 an betrieb Pfarrherr Bauer <...> einen Neubau mit großer Energie. <...> Aber endlose Streitigkeiten zwischen Kirchspiel und Standesherrschaft, die sich gegenseitig die Baupflicht zuschoben und über die zu leistenden Hand- und Fuhrfronen nicht einig werden konnten, vereitelten ihn.
Nach der Zehntablösung ward die Standesherrschaft durch ein Urteil vom Jahre 1852 von jeder Baupflicht befreit, weshalb die Frage des Neubaues wieder gänzlich in den Hintergrund trat. <...> Seit 1908 betrieb der derzeitige Pfarrherr Ferdinand Eisele den Neubau der Kirche mit unermüdlichem Eifer. <...> Doch wurde seine Geduld auf eine schwere Probe gestellt. Auf die sog. Scheinblüte von 1925–1929 folgte die Zeit der deutschen Arbeitslosigkeit, in welcher über sechs Millionen Deutsche keine Arbeit fanden. Endlich im Jahr 1933 lenkte der nationalsozialistische Umbruch das deutsche Wirtschaftsleben wieder in geordnete Bahnen. Aber schon stellten sich neue Schwierigkeiten ein. Außer Chor und Turm mußte auch die Südseite des alten Langhauses bestehen bleiben. Doch konnte schließlich eine Einigung erzielt werden. <...>
Am 2. März 1939, dem Tag der Wahl Papst Pius XII., erfolgte durch Stadtpfarrer Ferdinand Eisele der erste Spatenstich. Dann ging es rüstig ans Werk, dessen Ausführung das Erzbischöfliche Bauamt in Freiburg nach den Plänen des Bauoberinspektors Johann Luger durch den Architekten Peter Graf hier übernahm. <...>
Geschehen in Wolfach am 25. Juni, als man zählte nach der gnadenreichen Geburt unseres Erlösers und Seligmachers JESU CHRISTI Eintausendneunhundert dreißig und neun.
Eisele.“

Am 7. September 1941 wurde St. Laurentius durch den Freiburger Weihbischof Wilhelm Burger geweiht.
Kriegsbedingte Einsparungen gefährdeten die neue Kirche. Das hölzerne Tonnengewölbe war nicht stabil. Die Seitenwände waren der Deckenbelastung nicht gewachsen und mussten mit Balken quer durchs Schiff verstrebt werden. 1974 bis 1975 wurde der Bau mit Stahl und Beton saniert und erhielt eine neue Decke. Im alten Chor wurden spätgotische Fresken freigelegt. Die nördlich anschließende Sakristei mit der darüberliegenden, durch eine Wendeltreppe zu erreichenden Loge für die fürstenbergische Familie wurde zu Pfarrbücherei, Beichtstuhl und Sitzungszimmer umgestaltet.

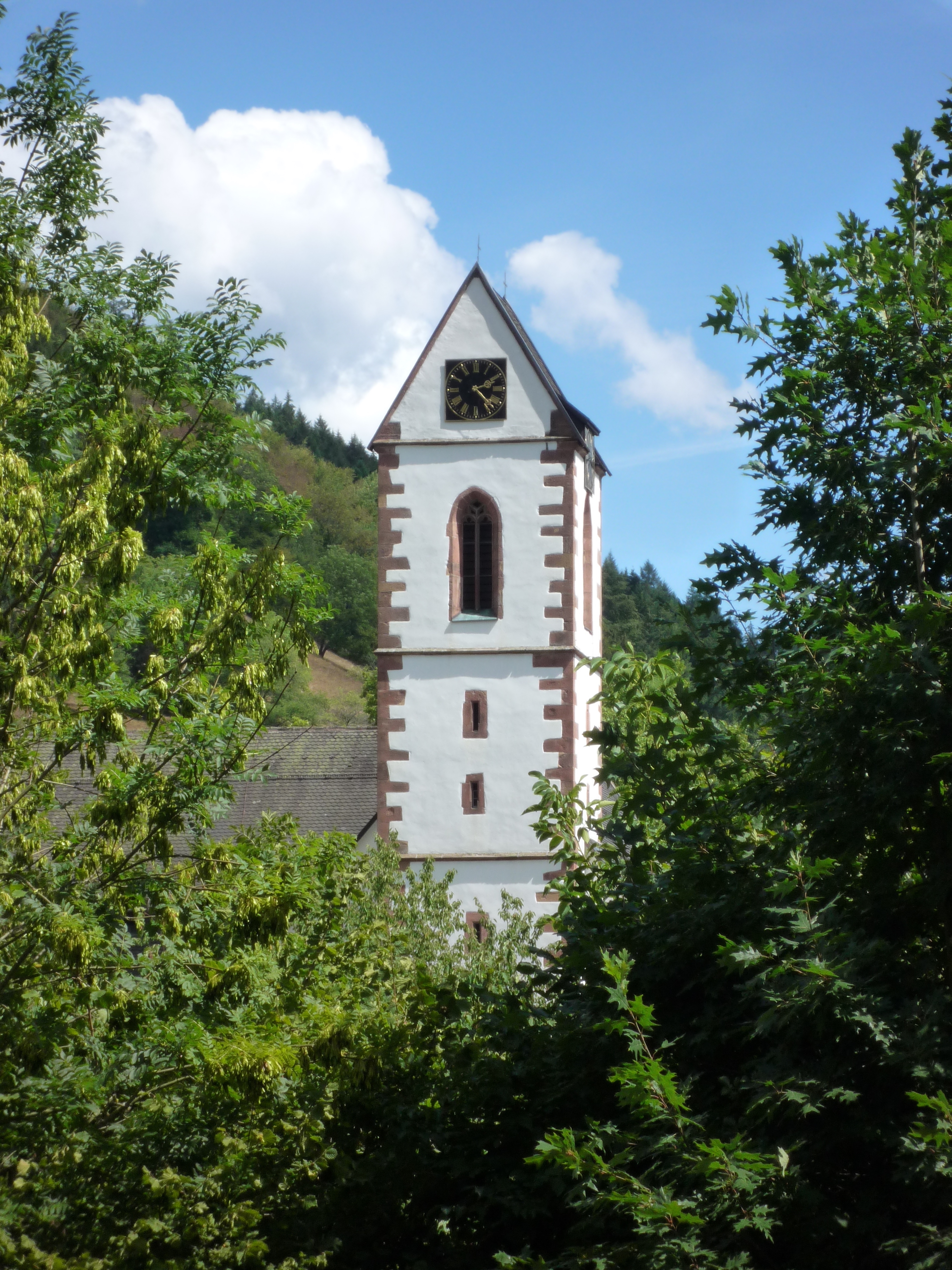
Turm von St. Laurentius

## Gebäude
Der alte Westturm inmitten der alten, mit ihren Giebelschrägen an ihn anstoßenden Westwand bildet jetzt die Südwestecke. Mit Hausteinkanten, durch Gesimse in vier Stockwerke gegliedert, trägt er ein Satteldach. Die unteren Stockwerke besitzen schmale schießschartenartige Fenster, das Glockengeschoss öffnet sich auf allen vier Seiten in Spitzbogenfenstern mit Fischblasenmaßwerk.
Nach Osten schließt sich die Südwand des ehemaligen Langhauses an mit fünf großen Rundbogenfenstern und drei Portalen, das westliche spätgotisch, mit einem Spitzbogen und der Jahreszahl 1508, das östliche ebenfalls spätgotisch, mit einem Spitzbogen und der Jahreszahl 1473, das mittlere den beiden anderen angepasst bei der Renovierung 1975 hinzugefügt.
Der alte Ostchor schließt in drei Seiten des Achtecks. Er besitzt ein Netzgewölbe und vier Spitzbogenfenster, deren Maßwerk herausgebrochen ist. Die Rippen des Gewölbes laufen teils in die Wand aus, teils ruhen sie auf skulptierten Konsolen.
An diese Reste von 1470 schließt sich nach Norden das weite, saalartige Schiff von 1939. Es wird von links fünf, rechts vier Spitzbogenfenstern beleuchtet und kann durch rechteckige Türen links und rechts betreten werden. Jedes Fenster wird von einer Spitzbogenarkade überfangen, die sich auf schlanke Säulen stützt, so dass seitenschiffartige Gänge entstehen. Darüber spannt sich eine Satteldecke. Ein bis zum Scheitel reichender spitzer Triumphbogen führt in den dreiseitig geschlossenen, durch jederseits drei hoch sitzende Spitzbogenfenster beleuchteten Chor von 1939. Die Schrägwände vor der glatten Stirnwand sind durch sich kreuzende Rippen gegliedert, die sich oben gleichfalls zum Spitzbogen schließen. Beidseits sind Sakristeien an den Chor angebaut.

## Ausstattung
Stammt die Ausstattung des Altarraums aus der Zeit des 1939er Umbaus und der 1974er Renovierung, so besitzt die übrige Kirche zahlreiche ältere Kunstwerke.

### Altarraum
Der Altarraum wird beherrscht durch die monumentale – von der Gigantomanie des Nationalsozialismus nicht unbeeinflusste – insgesamt 5 Meter hohe holzgeschnitzte Gruppe eines Gnadenstuhls, begleitet links vom heiligen Laurentius von Rom mit seinem Rost, rechts vom heiligen Jakobus dem Älteren mit Buch, Pilgerstab und Pilgerhut. Die Gruppe wurde 1941 in der Kunstwerkstätte Marmon in Sigmaringen gefertigt. Vorlage war der Gnadenstuhl des Allerheiligenbildes von Albrecht Dürer im Kunsthistorischen Museum Wien. Die vorgesehene Vergoldung und Hinzufügung der zwölf Apostel zwischen den Rippen der Schrägwände unterblieb.
Den steinernen Altar sowie Tabernakel, Ambo und Ewiges Licht in Bronze schuf 1976 Klaus Ringwald.

### Alter Chor
Die drei Schlusssteine des Netzgewölbes zeigen von Ost nach West den heiligen Laurentius, das fürstenbergische Wappen und zwei Wappen unter einem „1515“ bezeichneten Kelch. Gitter und Fenster an der linken Chorseite gehören zur Loge der fürstenbergischen Familie.

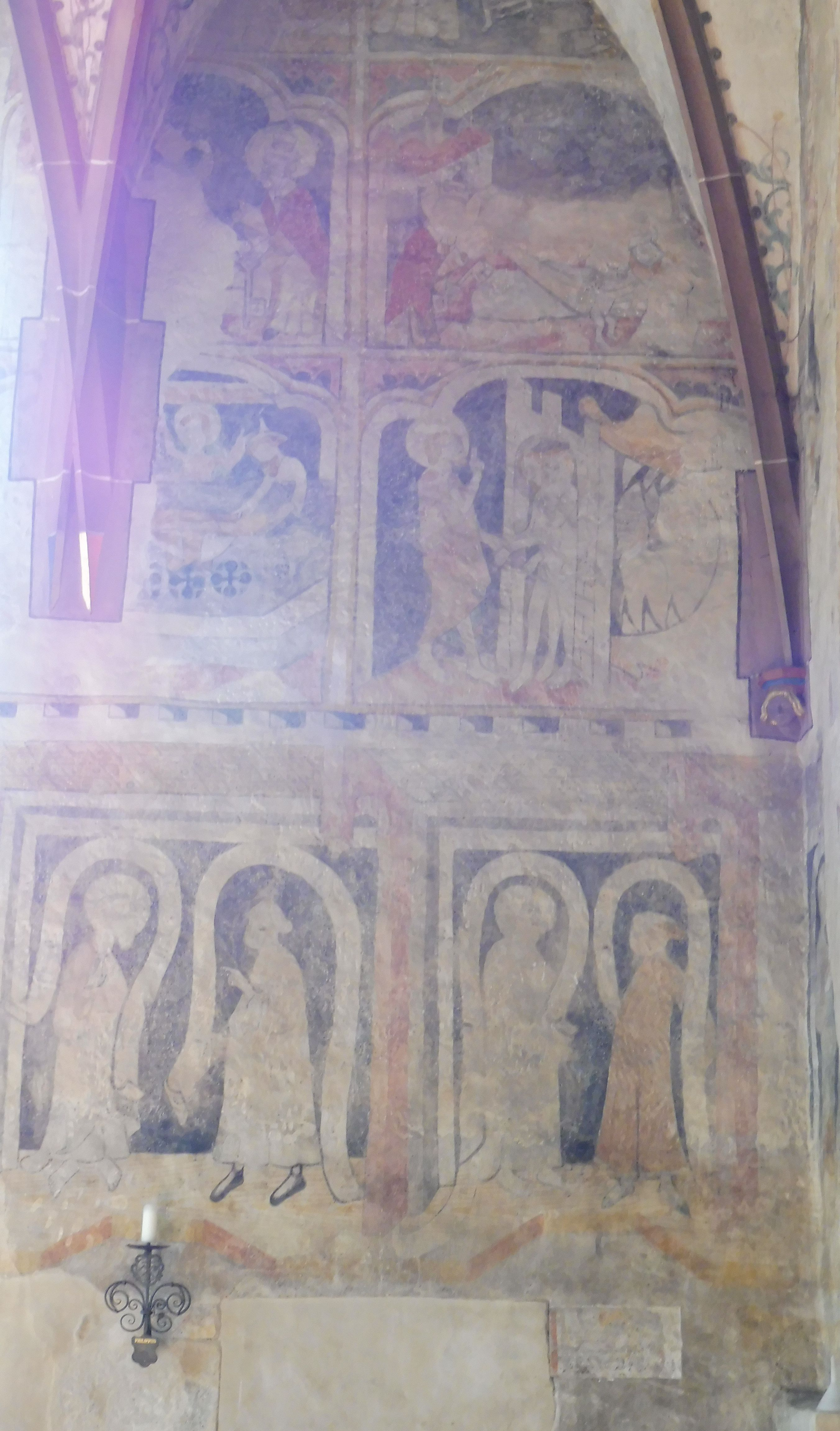
Wandgemälde im alten Chor

Wände und Decke sind mit den Resten einer Ausmalung der Erbauungszeit des Chors (zweite Hälfte des 14. oder Anfang des 15. Jahrhunderts) geschmückt. Als der Chor 1515 eingewölbt wurde, wurde die Malerei beschädigt und vermutlich alsbald übertüncht, 1974 aber freigelegt. In vier Reihen übereinander zeigte sie unten in einer Scheinarchitektur zwölf Apostel und zwölf Propheten des Alten Testaments, jeweils gepaart im Gespräch und mit einem Spruchband. Die Reihe darüber zeigte die Passion Jesu, links beginnend und rechts, wo die Bilder am besten erhalten sind, endend mit der Grablegung und dem Abstieg Christi in die Unterwelt, der „Höllenfahrt“ gemäß dem Artikel „descendit ad inferos“ – „hinabgestiegen in das Reich des Todes“ des Apostolischen Glaubensbekenntnisses. Christus führt als erste Adam und Eva aus dem scharfgezähnten Höllenrachen. Als Zeichen, dass er nie mehr geschlossen werde, ist im Bild ein festes Tor in ihn eingemauert. Die dritte Reihe von unten zeigte Szenen aus der Legende des heiligen Petrus, in rotem Gewand, mit päpstlicher Tiara und seinem Schlüssel (Mt 16,19 ). Die oberste Reihe zeigte Szenen aus der Legende des heiligen Laurentius, der stets am Rost zu erkennen ist. Wo die Bemalung zerstört ist, deuten rote Striche die Umrisse der Szenenfelder an.
Hinzu kommen um die Fenster herum weitere Darstellungen und an der Decke eine reiche Verzierung mit Ranken, Früchten und Vögeln.
Über dem Altar mit einer Sandsteinplatte aus gotischer Zeit steht an der Wand eine Figur des Schmerzensmanns, nach Stüble und Schmider eine Kopie nach einem Werk von Johann Schupp aus der ersten Hälfte des 18. Jahrhunderts.

### Sonstiges
Links an der Triumphbogenwand steht eine Skulptur des heiligen Josef von Nazaret, wieder Johann Schupp zugeschrieben.
Rechts an der Triumphbogenwand sind Figuren des ehemaligen Rosenkranzaltars angebracht. Maria als Immaculata auf einer Mondsichel hält ein Zepter in der rechten Hand und trägt das Jesuskind auf dem linken Arm. Unterhalb blicken rechts Katharina von Siena und links Dominikus zu Maria auf. Das Kind lächelt Katharina zu und reicht ihr mit beiden Händen einen Rosenkranz. „Zusammen mit der Blickrichtung Mariens nach der anderen Seite verbindet gerade diese so natürlich dargestellte Bewegung des Kindes die drei Figuren zu einer zusammengehörenden Gruppe.“ Der Künstler ist unbekannt. Die Fassung ist nach alten Spuren erneuert. Katharina und Dominikus tragen das weiße Gewand der Dominikaner, einen goldgesäumten schwarzen Umhang und ein goldgesäumtes Skapulier.

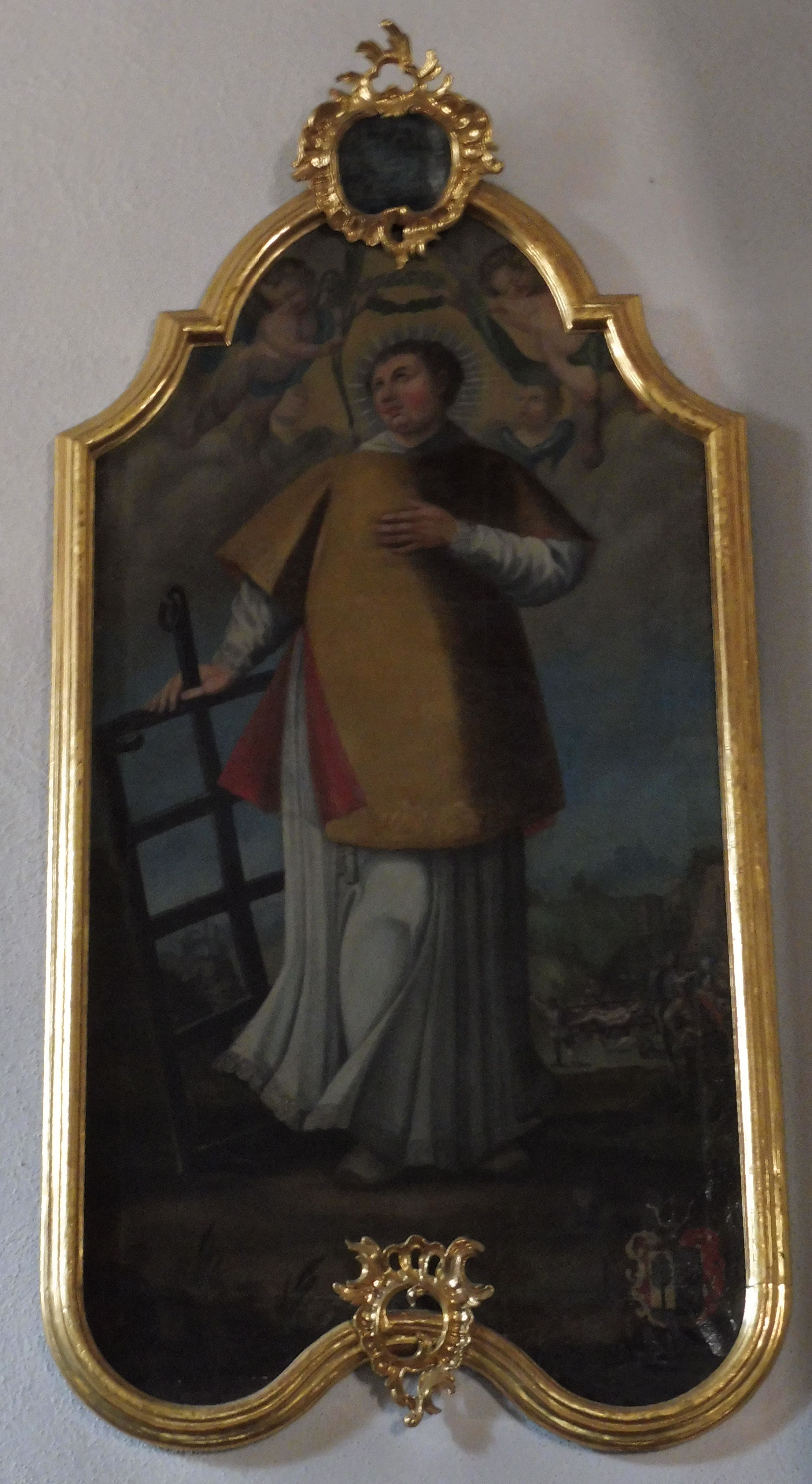
Gemälde des Altars von 1774

In einer Nische links vorn im Schiff hängt eine Kreuzigungsgruppe mit Maria und Johannes. Sie stammt aus der Wolfacher Schlosskapelle und wird um 1450 datiert.
Eine Kreuzigungsgruppe des 17. Jahrhunderts hängt an der rechten Schiffswand auf der Höhe der Fürstenbergloge.
Gegenüber hängt an der linken Schiffswand das Hauptbild des 1774 angefertigten, 1880 zerlegten Hochaltars, der Hl. Laurentius in goldener Dalmatik, ein Werk des Wolfacher Malers Franz Ignaz Hildtbrand (1708–1784).
Im kreuzrippengewölbten untersten Geschoss des Turms steht eine Ölberggruppe des 17. Jahrhunderts.
Den hölzernen Kreuzweg schnitzte Peter Valentin aus Offenburg 1941. Die Orgel baute 1978 Egbert Pfaff aus Überlingen.
Seit der Dekanatsreform am 1. Januar 2008 gehört die St. Laurentius-Kirche zum Dekanat Offenburg-Kinzigtal und gehört zudem zur Seelsorgeeinheit An Wolf und Kinzig.